# S라인 (드라마)
《S라인》은 2025년 7월 11일부터 2025년 7월 25일까지 공개된 Wavve 오리지널 드라마다.

## 기획 의도
시간, 장소에 관계없이 성적 관계를 맺은 사람들끼리 이어진 붉은 선, 일명 S라인이 사람들의 머리 위로 나타나면서 벌어지는 이야기를 그린 드라마

## 제작진

### 제작사
- 싸이더스

### 극본. 연출
- 안주영 : 영화 〈보희와 녹양〉, 〈할머니와 돼지머리〉, 〈물고기는 말이 없다〉 등의 감독 겸 각본가.

## 등장 인물

### 주요 인물
- 이수혁 : 한지욱 역 - 선아의 삼촌, 강력계 형사.
- 이다희 : 이규진 역
- 아린 : 신현흡 역 (아역: 김로아)
- 이은샘 : 강선아 역 - 지욱의 조카

### 현흡 주변 인물
- 장선 : 현흡의 어머니 역
- 이가섭 : 오정민 역
- 박예니 : 이희원 역

### 지욱 주변 인물
- 홍석빈 : 한호산 역
- 김동영 : 오동식 역
- 성령 : 강수민 역

### 방주고등학교

#### 학생
- 남규희 : 김혜영 역
- 김소영 : 최이슬 역
- 이광희 : 유준선 역
- 오우리 : 이경진 역
- 이한주 : 윤지나 역
- 김준형 : 서한유 역
- 오승준 : 지영 역

#### 선생님
- 박성일 : 방성진 역
- 우지현 : 김정우 역
- 김정우 : 음악 선생님 역

#### 직원
- 정미형 : 김미성 역

### 그 외 인물
- 이상희 : 김경미 역
- 오아연 : 곽채린 역
- 배소영 : 리사 역
- 김예은 : 준희 역

### 특별 출연
- 정형석 : 팀장 역
- 박상후 : 현흡의 아버지 역
- 정재광 : 바텐더 역
- 조한철 : 김병철 역
- 신동미 : 경찰서에서 수민에게 취조받는 여자 역

## 참고 사항
- 2025년 4월 3일 제8회 칸 국제 시리즈 경쟁부문 8작품 중 하나로 선정되었으며, 주연 배우들이 초청되었다는 소식이 전해졌다.[2] 또 티저 영상이 공개되었다.[3]
- 드라마의 시간적 배경은 2023년이다.